# Mazarredia longshengensis
Mazarredia longshengensis är en insektsart som beskrevs av Zheng, Z. och G. Jiang 1998. Mazarredia longshengensis ingår i släktet Mazarredia och familjen torngräshoppor. Inga underarter finns listade i Catalogue of Life.